# Semiphoracantha
Semiphoracantha is een kevergeslacht uit de familie van de boktorren (Cerambycidae). De wetenschappelijke naam van het geslacht werd voor het eerst geldig gepubliceerd in 2011 door Vives & al..

## Soorten
Semiphoracantha is monotypisch en omvat slechts de volgende soort:
- Semiphoracantha imperialis (Perroud & Montrouzier, 1864)